# Orny, Vaud
Orny är en ort och kommun i distriktet Morges i kantonen Vaud, Schweiz. Kommunen har 500 invånare (2023).